# Яукович, Лазарь
Лазарь Яукович (серб. Лазар Јауковић / Lazar Jauković; ? — 1942) — югославский инженер, один из разработчиков моста Джурджевича, партизан Народно-освободительной войны Югославии. В годы войны прославился тем, что подорвал тот самый мост Джурджевича и затруднил продвижение итальянских войск.

## Биография
Прапрадед Лазаря Яуковича, Йоксим Яукович, был одним из лидеров антитурецкого освободительного движения, погиб в одном из сражений против турок.
Инженер по образованию, Лазарь работал над строительством моста с 1938 по 1940 годы, который стал самым крупным арочным мостом в Европе. В апреле 1941 года этот мост захватили силы итальянцев во время Апрельской войны: впоследствии итальянцы и чётники использовали его для дальнейшей переброски войск.
В 1942 году партизаны под командованием Иосипа Броза Тито решили разрушить мост, чтобы итальянцы не вздумали прорваться в неподконтрольный тогда Дурмитор, однако схема разрушения была составлена так, чтобы после войны мост можно было восстановить. Задание по разрушению моста было дано именно Лазарю Яуковичу.
Яукович принял решение подорвать центральную арку, особенно самый длинный пролёт. Для подрыва он взял огромное количество тротила и даже одну авиабомбу. Произведя все подготовления, Лазарь взорвал мост: центральная арка была разрушена, и тем самым мост пришёл в негодность для переброски солдат. За выполненую работу Лазарь и его помощники были награждены обедом у одного из югославских офицеров.
Итальянские войска были в бешенстве после разрушения моста и начали немедленный поиск диверсанта при поддержке четников. Яукович был схвачен 2 августа 1942 и расстрелян, а его тело сбросили в реку. Примечательно, что Яукович погиб на том же самом месте, где и его прапрадед.
После войны мост был восстановлен, а у входа поставили памятник Лазарю и мемориальную доску со словами:

Лазарь Яукович

Инженер

Во время Третьего вражеского наступления в 1942 году он подорвал мост по приказу Верховного командования Народно-освободительной армии и Партизанских отрядов Югославии. За это он был казнён на том же самом мосту оккупантами и предателями-четниками 2 августа 1942. Когда мост был восстановлен в 1946 году, народ воздвиг этот памятник в его честь.